# Richard Annang
Richard Annang (n. 30 aprilie 1991) este un fotbalist ghanez care joacă pentru Berekum Chelsea. A jucat pentru FC Vaslui.